# Roboti (animovaný film)
Roboti (orig. Robots) je americký počítačově animovaný film z roku 2005. Příběh filmu vytvořili autoři knih pro děti Chris Wedge a William Joyce.

## Děj
Robotický umývač nádobí Herb Copperbottom a jeho manželka Lydia si po 12 hodinách práce zkonstruují syna jménem Rodney. Z Rodneyho se stane mladý vynálezce, který sní o tom, že udělá svět lepším. Jeho idolem se stane Bigweld, známý vynálezce a majitel Bigweld Industries. V pubertě Rodney vynalezne stroj "Wonderbot", který má pomáhat jeho otci v práci při mytí nádobí. Wonderbot ale začne nádobí rozbíjet, když ho znervózní Herbův šéf. Rodney je proto propuštěn, a tak se rozhodne vzít svůj vynález do Robot City k Bigweldovi, kde by měl získat práci a finančně tak pomoci rodině. Před cestou je povzbuzen otcem, který mu prozradí, že vždycky litoval toho, že se nestal muzikantem.
Po příjezdu do Robot City Rodney potká Fendera, který se snaží z turistů vymámit peníze za fotky a mapy s obydlími hvězd. Rodney nakonec dorazí k sídlu Robot Industries. Tam se dozví, že vedení společnosti převzal Phineas T. Ratchet a ten má v úmyslu přerušit výrobu náhradních dílů pro roboty. Ratchet věří, že společnost dokáže vydělat více, když bude místo náhradních dílů pro staré roboty prodávat drahé upgradey. Když nějaký robot protestuje, je poslán na vrakoviště, kde je pod vedením Ratchetovy matky madam Gasket zlikvidován. Rodney najde s pomocí Fendera místo, kde může přespat. Tím je penzion tety Fanny, kde Rodney potká další roboty. Rodney potom začne spravovat staré roboty sám. Gasket přikáže Ratchetovi, aby Rodneyho zastavil a Bigwelda zabil.
Rodney zjistí, že Herb je nemocný a nemá přístup k náhradním dílům. Rodney se rozhodne, že zkusí kontaktovat Bigwelda osobně a přemluví ho, aby začal znovu vyrábět náhradní díly. Wonderbot mu připomene, že se ten večer koná pravidelný Bigweldův ples. Rodney a Fender se tam v přestrojení vydají, ale pouze se tam od Ratcheta dozví, že Bigweld nemohl přijít. Rodney se snaží promluvit s Ratchetem, ale je vyprovozen ochrankou. Zachrání ho Cappy, krásná členka vedení Bigweld Industries, která nesouhlasí s Ratchetovými plány. Ta spolu s Rodneym, Fenderem a jeho novou přítelkyní Lorettou Geargrinderovou z plesu uteče.
Fender jde s Lorettou domů, ale cestou je unesen a odvezen na vrakoviště. Při útěku ztratí svou dolní polovinu. Utéct se mu podaří jen díky tomu, že získá nové ženské nohy. Rodney a Cappy mezitím letí k Bigweldovi domů. Když tam Rodney neúmyslně zboří domino, Bigweld se objeví. Rodney se snaží Bigwelda přesvědčit, aby se vrátil do vedení své společnosti, kde by zařídil, aby se znovu vyráběly náhradní díly, ale Bigweld to odmítá. Rodney pak zavolá svým rodičům a oznámí jím, že se hodlá vzdát svého snu, že se stane vynálezcem a hodlá se vrátit domů do Rivet Town, ale jeho otec ho znovu povzbudí, aby své sny nevzdával. Rodney přesvědčí další roboty, aby bojovali proti Ratchetovi. Fender řekne, že Ratchet postavil speciální roboty, kteří mají shromáždit a zničit staré roboty. Když si Bigweld uvědomí, co znamená pro Rodneyho, rozhodne se skupině pomoci.
Skupina robotů dorazí do Bigweld Industries, kde Bigweld propustí Ratcheta. Ratchet ale Bigwelda porazí. Ten je po příjezdu na vrakoviště opraven, ale vzápětí je zajat. Následuje bitva mezi Ratchetovými zaměstnanci a roboty opravenými Rodneym. Během nastalého chaosu Rodney Bigwelda zachrání, Ratchetovi roboti jsou pak poraženi a Wonderbot zničí Gasket, když ji shodí do taviče. Ratchet ztratí své upgradey. Bigweld se potom vydá do Rivet Town, aby Rodneyho rodičům oznámil, že se Rodney stal jeho pravou rukou a možným nástupcem. Rodney umožní otci, aby se mu splnil jeho sen, když mu dá trumpetu. Herb na ni začne hrát a všichni začnou tančit na Get Up Offa That Thing od Jamese Browna.

## Dabing
| Ewan McGregor     | Rodney Copperbottom    |
| Robin Williams    | Fender                 |
| Greg Kinnear      | Phineas T. Ratchet     |
| Halle Berryová    | Cappy                  |
| Harland Williams  | Lug                    |
| Mel Brooks        | Bigweld                |
| Amanda Bynes      | Piper Pinwheeler       |
| Drew Carey        | Crank Casey            |
| Jim Broadbent     | madam Gasket           |
| Jennifer Coolidge | teta Fanny             |
| Dianne Wiest      | Lydia Copperbottomová  |
| Stanley Tucci     | Herb Copperbottom      |
| Natasha Lyonne    | Loretta Geargrinderová |

## Ohlas
Film sklidil převážně příznivé reakce u kritiky. Server Rotten Tomatoes uvádí na základě 177 recenzí, že 64% z nich je pozitivních. Server Metacritic dává Robotům na základě 33 recenzí skóre 64 ze 100. Uživatelé ČSFD hodnotí film průměrně 65%.
Během prvního víkendu po uvedení utržil film ve Spojených státech a Kanadě 36 milionů dolarů, s nimiž se během tohoto víkendu stal nejúspěšnějším filmem. Celosvětové tržby filmu činily více než 260 milionů dolarů.